# Striktur
Striktur är inom medicin en sjuklig förträngning av rörformig anatomisk struktur. Till skillnad från synonymen stenos är den oftast orsakad av långvarig inflammation som lett till ärrbildningar.